# 黒田真梨
黒田 真梨（くろた まり、1984年7月24日 - ）は、日本の女優、タレント。山梨県出身。身長151cm。立命館大学卒業。フリー。

## 人物
- 新聞記者の経験を経て、舞台女優としてデビュー。
- 和服や水着などの撮影会を中心に活動をしていた.
- 所属して1ヶ月で冠番組「黒田真梨のネコの手も借り隊！」をもつ。

## 出演

### 映画
- 「幸せバロメーター」うわさ女役(監督：とちぼり木)（2011年）
- 「灰色ヒーロー」ヒロイン赤津ユキ役(監督：長谷部)（2012年）

### TV・CM
- 「TOYOTA自動車保険」（2011年）
- 「ありえへん∞世界VTR」テレビ東京（2012年）
- ドラマ「太陽解決社」千葉テレビ（2012年）

### ミュージックビデオ
- Ao「ライムライト」（2012年）

### 舞台
- 「水没した世界の壊れた灯台とさまよえる幽霊船」海賊の少年役（2009年）
- 「錫の兵隊と銀の歌姫」孤児の少年役（2009年）
- 「いばらの夜、恋は三度繰り返す」女中役（2011年）
- 「華麗な二人」たまこ役（劇団創劇舎）（2011年）
- 「Doragon Question II」ナンナ役 萬劇場 （2012年）

### ライブ
- 2012年8月4日 - 『ZELEPRO イベントlight 2012』に出演。

### WEB放送
- 土曜19:30〜「ネコの手も借りたい！」冠番組（ニコニコ生放送・ユーストリーム）